# Molophilus yoshimotoi
Molophilus yoshimotoi är en tvåvingeart som beskrevs av Hynes 1993. Molophilus yoshimotoi ingår i släktet Molophilus och familjen småharkrankar. Inga underarter finns listade i Catalogue of Life.